# 金閣寺 (映画)
『金閣寺』（きんかくじ）は、1976年（昭和51年）7月17日公開の日本映画。たかばやしよういちプロダクション＋映像京都＋ATG提携作品。
三島由紀夫の同名小説『金閣寺』を、高林陽一監督が映画化したもので、市川崑監督の『炎上』（1958年）に次ぐ2度目の映画化作品。
全体的に空虚感と緊張感が漂うタッチとなっており、カラーと白黒が入り混じる構成が見られる。金閣炎上と三島の自決の時代に共にあった高林監督自身による渾身の映像化作品として知られる。当時としては過激とも考えられる市原悦子などの濡れ場や、戦中戦後の生活様式が垣間見られるものである。劇中では『エリーゼのために』のオルゴール版が使われている。

## ストーリー
金閣寺に対する偏愛と性的指向を持つ溝口が戦中戦後の動乱の中で狂気に犯されていく。

## キャスト
- 溝口：篠田三郎
- 鶴川：柴俊夫
- 柏木：横光勝彦
- 有為子：島村佳江
- まり子：テレサ野田
- 海軍士官：辻萬長
- 溝口の父：寺島雄作
- 溝口の母：市原悦子
- 洋館の令嬢：水原ゆう紀
- 老師：内田朝雄
- 赤いコートの女：新井純
- 生花の師匠：加賀まりこ
- アメリカ兵：ダン・ケニー

## スタッフ
- 監督・脚本：高林陽一
- 撮影：森田富士郎
- 原作：三島由紀夫
- 企画：葛井欣士郎
- 製作：高林輝雄、西岡善信
- 美術：西岡善信
- 照明：山下礼二郎
- 音響効果：倉嶋暢
- 助監督：都筑一興
- スチール：小山田幸生

## 宣伝
ポスターや新聞の惹句には「有為子よ死ね！ 金閣よ燃えろ！ 滅びの美学と官能に彩られた三島文学の金字塔」や、「永遠の美の魔性が私の青春を、官能を支配する 私は金閣を焼かねばならぬ！」などが使用された。

## 興行
関東は有楽町日劇文化、新宿伊勢丹前新宿ビレッジ2、川崎駅ビル文化の3館で封切。

## 作品の評価
1976年度キネマ旬報ベスト・テンでは圏外の第19位となった。
磯田光一は「原作の再現という要素をこえて、自決から原作を逆照射しながら新しい解釈を打ち出した」と、田中美代子は「忠実に手堅く原作のストーリーの再現につとめ、秘儀的世界のイメージを定着させた」と評価した。

## 同時上映
- 『屋根裏の散歩者』
  - 主演：宮下順子、監督：田中登、脚本：いどあきお[1]